# زیلکه اتو
زیلکه اتو (انگلیسی: Sylke Otto؛ زادهٔ ۷ ژوئیهٔ ۱۹۶۹) لژسوار اهل آلمان بود.